# Геофизик (Саратовская область)
Геофи́зик — посёлок в Энгельсском районе Саратовской области России. Входит в состав городского поселения город Энгельс.

## География
Посёлок расположен у автодороги автодорога P-226. На севере граничит с городом Энгельс, административным центром района и округа.

## История
В 1959 году в этих местах поселились геологи Саратовской гидрогеологической экспедиции. Целью экспедиции была разведка пресной воды. Так, образовалось небольшое поселение. 15 ноября 1989 года рядом с посёлком была открыта средняя школа № 31.

## Население
| 2002 | 2010 |
| ---- | ---- |
| 404  | ↗434 |